# 졸로토이 다리
졸로토이 다리(러시아어: Золотой мост) 또는 금각만대교(金角灣大橋)는 러시아 블라디보스토크에 있는 금각만을 가로지르는 자동차 전용 다리이다.

## 연혁
1959년 초 니키타 흐루쇼프 소련 서기장은 블라디보스토크를 ‘소련의 샌프란시스코’로 만들 것을 요청하였으며, 1969년에 졸로토이로크만 횡단 교량이 도시 개발 계획에 포함되었지만 실제로 이루어지지는 않았다. 졸로토이 다리는 루스키 다리와 함께 2012년 아시아 태평양 경제 협력체 블라디보스토크 정상 회의 개최 준비 계획에 따라 2008년 7월 25일 착공하여 2012년 8월 13일 개통되었다.

## 같이 보기
- 루스키 다리